# 뤼도비크 샤마르탱
뤼도비크 샤마르탱(프랑스어: Ludovic Chammartin, 1985년 1월 31일~)은 스위스의 전직 유도 선수이다. 2012년 하계 올림픽과 2016년 하계 올림픽에 참가했다.